# Dion Beukeboom
Dion Beukeboom, né le 2 février 1989 à Amsterdam, est un coureur cycliste néerlandais. Il évolue sur route et sur piste. 

## Biographie
Dion Beukeboom étudie l'administration des affaires à Amsterdam. 
Au début de sa carrière de cycliste il se concentre sur les courses sur route. En 2008, il devient champion des Pays-Bas sur route chez les universitaires. En 2009 et 2010, il remporte une étape de la Rás Mumhan en Irlande. En 2011, il gagne l'Omloop Houtse Linies et l'année suivante une étape du Tour de Normandie. Toujours en 2012, sur piste, il termine troisième de son championnat national de poursuite individuelle. 
En 2013, il gagne avec son équipe De Rijke-Shanks le prologue du Tour du Portugal disputé sous la forme d'un contre-la-montre par équipes. La même année, il devient vice-champion des Pays-Bas de poursuite et du scratch. Avec l'équipe de poursuite par équipes néerlandaise (Roy Eefting, Tim Veldt et Jenning Huizenga), il remporte le bronze aux championnats d'Europe sur piste à Apeldoorn, à domicile. Il s'agit de sa première médaille internationale.
En 2014, il devient Champion des Pays-Bas de poursuite ainsi que vice-champion national du scratch. En fin d'année, la Stichting Studentensport Amsterdam (SSA) lui décerne le titre d'athlète de l'année. 
En 2015, il gagne une étape contre-la-montre de l'Olympia's Tour. Aux championnats d'Europe sur piste 2015, il se classe troisième de la poursuite individuelle, tout comme l'année suivante. En 2016 et 2017, il est à nouveau champion des Pays-Bas de poursuite.
Le 22 août 2018, il tente de battre le record de l'heure établit par Bradley Wiggins, soit 54,526 kilomètres. En attitude, sur la piste rapide du Bicentenario Velodromo d'Aguascalientes au Mexique, il effectue 52,757 kilomètres et échoue dans sa tentative. Sa performance est le cinquième meilleur temps de l'histoire et le nouveau record des Pays-Bas. 

## Palmarès sur route

### Par année
- 2008
  -  Champion des Pays-Bas universitaire sur route
- 2009
  - 1re étape de la Rás Mumhan
  - 3e de la Rás Mumhan
- 2010
  - 4e étape de la Rás Mumhan
- 2011
  - Omloop Houtse Linies
- 2012
  - 7e étape du Tour de Normandie
- 2013
  - Prologue du Tour du Portugal (contre-la-montre par équipes)
- 2015
  - 5ea étape de l'Olympia's Tour (contre-la-montre)
- 2016
  - 2e du Himmerland Rundt
  - 3e de l'Omloop der Kempen
- 2017
  - Ronde van Zuid-Holland
  - 2e de l'Omloop Houtse Linies

### Classements mondiaux
| Année           | 2011   | 2012 | 2013 | 2014 | 2015 | 2016 | 2017   |
| --------------- | ------ | ---- | ---- | ---- | ---- | ---- | ------ |
| UCI Europe Tour | 1 087e | 653e |      |      | 561e | 550e | 1 055e |

## Palmarès sur piste

### Championnats du monde
- Minsk 2013
  - 18e de la poursuite par équipes
- Saint-Quentin-en-Yvelines 2015
  - 8e de la poursuite par équipes
- Londres 2016
  - 9e de la poursuite individuelle
  - 13e de l'américaine
- Hong Kong 2017
  - 8e de la poursuite individuelle[8]
  - 11e de la poursuite par équipes[9]
- Apeldoorn 2018
  - 12e de la poursuite individuelle[10]

### Coupe du monde
- 2016-2017
  - 3e de la poursuite individuelle à Glasgow

### Championnats d'Europe
| Édition / Épreuve              | Poursuite individuelle | Poursuite par équipes |
| Apeldoorn 2013                 |                        | Bronze                |
| Granges 2015                   | Bronze                 |                       |
| Saint-Quentin-en-Yvelines 2016 | Bronze                 |                       |

### Championnats nationaux
| - 2012 - 3e du championnat des Pays-Bas de poursuite - 2013 - 2e du championnat des Pays-Bas de poursuite - 2e du championnat des Pays-Bas du scratch - 3e du championnat des Pays-Bas de l'omnium - 2014 - Champion des Pays-Bas de poursuite - 2e du championnat des Pays-Bas du scratch | - 2016 - Champion des Pays-Bas de poursuite - 3e du championnat des Pays-Bas de l'américaine - 2017 - Champion des Pays-Bas de poursuite - 2e du championnat des Pays-Bas de l'américaine - 2018 - 2e du championnat des Pays-Bas de poursuite par équipes |  |